# Trance Mission
Trance Mission è il terzo album in studio del DJ e produttore discografico britannico Paul Oakenfold, pubblicato nel 2014.

## Tracce

### Disco 1
1. Theme for Great Cities – 3:26
2. Café Del Mar – 4:30
3. Dreams – 3:21
4. Barber's Adagio for Strings – 4:20
5. Toca Me – 3:30
6. Ready Steady Go (Beatman & Ludmilla Radio Remix) – 4:00
7. Not Over Yet – 4:29
8. Awakening – 3:33
9. Madagascar – 3:29
10. Open Your Eyes – 3:36
11. Hold That Sucker Down – 3:40
12. Touch Me [con Cassandra Fox] – 2:56

### Disco 2
1. Barber's Adagio for Strings (Instrumental Mix) – 4:20
2. Ready Steady Go (Plump DJs 303 Bass Mix) – 3:05
3. Touch Me (2symmetry Remix) [con Cassandra Fox] – 3:41
4. Not Over Yet - 6:40
5. Dreams (Yonathan Zvi Remix) - 2:32
6. Madagascar (Simons Bostock Remix) - 2:59
7. Hold That Sucker Down (Johnny Yono Remix) - 3:23
8. Open Your Eyes (Future Disciple Remix) - 3:28
9. Café De Mar (Activa Remix) - 3:52
10. Awakening (Chris Voro Remix) - 3:47
11. Toca Me (Eshericks Remix) - 4:53